# Сциофіти

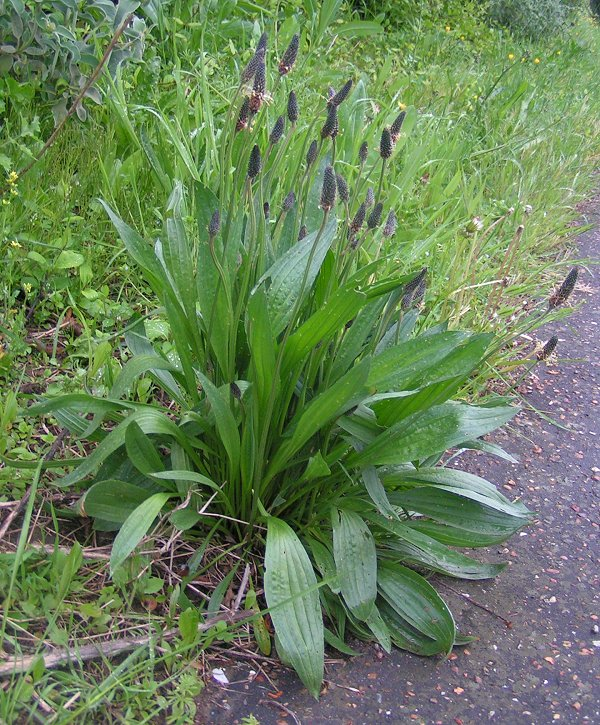
Plantago lanceolata

Сціофіти (від грец. σκιά — «тінь» і грец. φυτóν — «рослини») — тіньолюбні рослини, що звикли жити в умовах тривалого затемнення і не витримують сильного сонячного сяйва.
Це рослини печер, скель, водних глибин, ґрунту, але найчастіше — нижні яруси лісу тощо.

## Особливості
Листя досить велике з широкою листовою пластинкою, але тонке, що сприяє більшому поглинанню світла. Розташоване так, щоб отримати максимальну кількість світла, тобто горизонтально чи під невеликим кутом до землі.
В лісі рослини нижніх ярусів орієнтовані до «просвітів», залишених кронами більших дерев.
Зменшення затінення одних листків іншими забезпечується розташування листя в одній площині у вигляді мозаїки.
Деякі тіньові рослини здатні до захисних реакцій у відповідь на дію сильної сонячної радіації: листя приймає вертикальне положення (квасениця звичайна) тощо.
Клітини мезофіла рівномірно розподілені, з великим міжклітинниками. Хлоропласти — великі та темні. Концентрація хлорофілу в одному хлоропласті може бути в 5-10 разів більша, ніж у геліофітів.
Порівняно з геліофітами, в сциофітів тилакоїди в гранах розташовані більше компактно.
Листок містить близько 4-6 мг (іноді навіть 7-8 мг) хлорофіла в 1 г.
У багатьох тіньолюбних рослин при надлишку світла настає гальмування процесу фотосинтезу (багатоніжка звичайна). У деяких світло викликає справжній «сонячний удар» — хлоропласти злипаються, хлорофіл руйнується.

### Деякі приклади
- Atriplex patula
- Echinodorus berteroi
- Mimulus cardinalis
- Plantago lanceolata
- Solidago spathulata